# Vedran Vukušić
Vedran Vukušić (Spalato, 18 dicembre 1982) è un ex cestista croato.

## Palmarès
- Campionato croato: 2

Cibona Zagabria: 2008-09, 2009-10
- Coppa di Croazia: 2

Cibona Zagabria: 2009
Cedevita Zagabria: 2012